# 이주민
이주민(李柱旻, 1962년 10월 15일~)은 대한민국의 경찰 공무원이다. 제33대 서울지방경찰청장(2017. 12.~2018.11.)을 지냈다. 경기도 양평군 출생이며, 본관(本貫)은 광주이씨(廣州李氏)이다.

## 학력
- 1985년: 경찰대학 졸업 (1기)
- 2003년: 연세대학교 행정대학원 행정학 석사

## 경력
- 2003년 3월~2005년 1월: 청와대 국정상황실 근무
- 2005년 2월~2006년 3월: 제43대 강원지방경찰청 고성경찰서장
- 2006년 3월~2007년 2월: 경찰청 정보국 정보2과장
- 2007년 2월~2010년 2월: 주뉴욕총영사관 경찰주재관 영사
- 2010년 2월~2010년 7월: 경찰대학 경찰학과장
- 2010년 7월~2011년 1월: 경찰대학 치안정책과정 교육
- 2011년 1월~2011년 10월: 제66대 서울지방경찰청 영등포경찰서장
- 2011년 10월~2011년 11월: 서울경찰청 경무과 대기발령
- 2011년 11월~2011년 12월: 경찰청 수사구조개혁단
- 2011년 12월~2012년 1월: 경찰청 외사국 외사정보과장
- 2012년 1월~2013년 3월: 경찰청 경무국 복지정책과장
- 2013년 3월~2013년 4월: 경찰청 경무국 복지정책담당관
- 2013년 4월~2014년 1월: 경기지방경찰청 정보과장
- 2014년 1월~2014년 12월: 제23대 수원남부경찰서장
- 2014년 12월~2015년 12월: 경찰청 정보심의관
- 2015년 12월~2016년 11월: 제21대 울산지방경찰청장
- 2016년 12월~2017년 7월: 경찰청 외사국장
- 2017년 7월~2017년 12월: 제31대 인천지방경찰청장
- 2017년 12월~2018년 11월: 제33대 서울지방경찰청장
- 2021년 2월~2024년 3월: 제16대 도로교통공단 이사장

## 진급
- 1985년: 경위 임관
- 2014년: 경무관 승진
- 2015년: 치안감 승진
- 2017년: 치안정감 승진

## 수상
- 2006년: 근정포장
- 2010년: 미국 뉴저지주 연방하원 공로상
- 2010년: 뉴욕뉴저지 아시안아메리칸 사법자문위원회 공로상
- 2013년: 대통령 표창

| 전임 서범수 | 제21대 울산지방경찰청 청장 2015년 12월 28일~2016년 11월 29일 | 후임 김재열 |

| 전임 박경민 | 제31대 인천지방경찰청 청장 2017년 7월 31일~2017년 12월 11일 | 후임 박운대 |

| 전임 김정훈 | 제33대 서울지방경찰청 청장 2017년 12월 12일~2018년 12월 3일 | 후임 원경환 |

| 전임 윤종기 | 제16대 도로교통공단 이사장 2021년 2월 23일~2024년 3월 5일 | 이사장 직무대행 서범규 |